# Alpenland (Traktor)

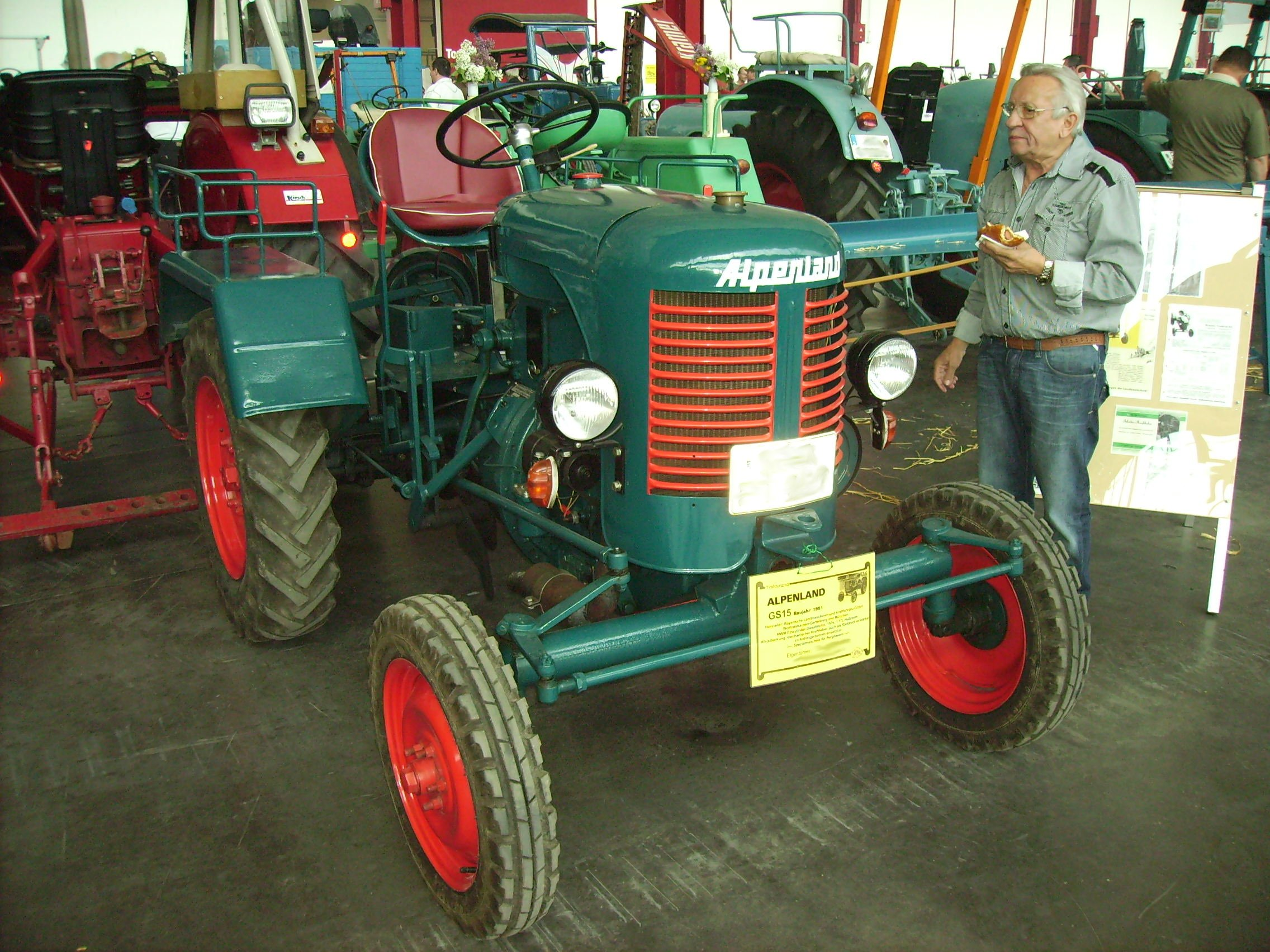
Alpenland GS 15 (Baujahr 1951)

Alpenland war ein deutscher Hersteller von Traktoren mit Sitz in Wolfratshausen bzw. Geretsried. Das Unternehmen firmierte unter dem Namen Bayerische Landmaschinen- und Kraftfahrzeug GmbH.

## Geschichte
Der erste Traktor wurde im Jahr 1948 vom Ingenieur Kurt Schröter entwickelt, dieser betrieb schon in den 1930er Jahren ein Unternehmen zur Produktion von Anhängevorrichtungen für Ackerwagen in Wechmar. 1945 zog das Unternehmen nach München um, 1948 schließlich nach Wolfratshausen-Gartenberg (Gartenberg wurde 1950 Teil der neugegründeten Gemeinde Geretsried). Das Unternehmen siedelte sich dort auf einem Gelände an, das ehemals als Sprengstofffabrik der Dynamit Nobel genutzt wurde.
Die von Alpenland entwickelten Fahrzeuge waren Umbauten ausgemusterter US-Jeeps. Zu Spitzenzeiten wurden 130 Mitarbeiter beschäftigt.
Obwohl sich die Traktoren besonders in extremen Hanglagen durch ihre Zug- und Bremskraft bewährten, waren sie zu teuer. 1959 wurden das Unternehmen liquidiert, die Produktion wurde bereits einige Jahre zuvor eingestellt.

## Typen
Es wurden Schlepper mit folgenden Typenbezeichnungen vertrieben:
- GS 15 (1948–1951, 15 PS)
- K 15 (1951–1959?, 15 PS)
- K 25 (1950–1959?, 25 PS)
- K 40 (1954–1959?, 40 PS)